# Neaux
Neaux là một xã trong tỉnh Loire miền trung nước Pháp.